# D-vitamin

Vitamin D_{2} – ergokalciferol.

Vitamin D_{3} – kolekalciferol.

D-vitamin är ett samlingsnamn på en grupp steroider. Av historiska skäl har D-hormon blivit feltolkat som vitaminer, då det botade rakit (engelska sjukan) Vitamin D3 (kolekalciferol) finns hos djur och vitamin D2 (ergokalciferol) finns hos växter. Människor får vitamin D3 genom att kolesterol i huden bildas till vitaminet, under påverkan av ultravioletta strålar från solen. Vitamin D3 kan även tillföras via kosten. Vitamin D3 ombildas i levern till kalcidiol, som i njurarna ombildas till kalcitriol, som är den biologiskt aktiva slutprodukten. Kalcitriol bidrar bland annat till ökad absorption av kalciumjoner i tunntarmen.
D-vitamin bör egentligen heta D-hormon, då det är en steroidhormon som bildas i kroppen.
D-vitaminrika livsmedel är särskilt fet fisk som lax, sill och makrill. Mjölk och mejeriprodukter (även motsvarande vegetabiliska och laktosfria alternativ) kan vara D-vitaminberikade och är då också en god källa till D-vitamin. Även kött och ägg innehåller en del D-vitamin.

## Brist
Vuxna kan drabbas av benuppmjukning på grund av för lite kalcium och fosfat i benvävnaden. Orsaker kan vara mycket innesittande utan sol samt dålig kost. Äldre personer har nedsatt förmåga att uppta D-vitamin genom solbestrålning av huden.
D-vitaminbrist har i populationsstudier associerats med sjukdomar som cancer, diabetes, autoimmuna och neuropsykiatriska sjukdomar.

## Överskott
Stora mängder D-vitamin är giftigt och kan leda till för höga nivåer av kalcium i blodet, kalciuminlagring i njurarna och njursvikt. Överkonsumtion av D-vitamin sker främst efter intag av kosttillskott med vitaminet. Enligt den europeiska livsmedelssäkerhetsmyndigheten (Efsa) är övre gräns för intag av D-vitamin 100 µg per dag för vuxna (läst 2022). Det har även rapporterats om kosttillskott med D-vitamin som innehållit för höga värden i förhållande till innehållsdeklaration och rekommenderat intag. Kosttillskotten säljs ofta via internet, vilket försvårar kontrollen.

## Intag av D-vitamin
Rekommenderat dagligt intag (RDI) är 20 μg för personer över 75 år och yngre vuxna med lite eller ingen solexponering, samt 10 μg för barn och övriga personer under 75 år (läst 2023).
Ibland anges RDI i Internationella enheter (IE). Omräkningstal mellan IE och vikt är olika för varje slag av vitamin. För D-vitamin gäller:
- 1 µg = 40 IE
- 1 IE  = 0,025 µg

### Sverige
Enligt Livsmedelsverket är 15 minuters bararmad utomhusvistelse några gånger i veckan i juni och juli tillräckligt för att få i sig motsvarande 5–10 μg om dagen och kunna lagra vitaminet i kroppen under vinterhalvåret.
Livsmedelsverket rekommenderar D-vitamintillskott till särskilda grupper. Dit räknas alla barn under 2 år och alla vuxna över 75 år, alla som inte äter fisk eller D-vitaminberikad mat samt alla som inte exponeras för solljus på sommaren.
I Livsmedelsverkets rikstäckande undersökning av matvanor i den svenska befolkningen, Riksmaten - 2010-11 (genomförd mellan 2010 och 2011), rapporterades medelvärdet för intag av D-vitamin per dag genom kosten (intag genom kosttillskott ej inräknat) till 6,4 μg för kvinnor, 7,6 μg för män och 7,0 μg för hela gruppen i undersökningen. Intaget var lägst bland kvinnor i åldersgruppen 18–30 år och högst bland män i åldersgruppen 65–80 år. 20 procent av deltagarna i undersökningen hade ett D-vitaminunderskott. I maj 2018 höjdes kraven för D-vitaminberikning av olika livsmedelsgrupper med syfte att fler skulle få i sig D-vitamin via kosten.
År 2015 rapporterade Läkartidningen om att svenskar och andra skandinaver i allmänhet inte hade lägre D-vitaminnivåer än sydeuropéer ens under vinterhalvåret, utan snarare något högre.